# 1047

## Úmrtí
- 9. října – Klement II., papež (* 1005)
- 25. říjen – Magnus I. Norský (Dobrý), norský a dánský král (* 1024)

## Hlavy států
- České knížectví – Břetislav I.
- Svatá říše římská – Jindřich III. Černý
- Papež – Klement II. – Benedikt IX.
- Galicijské království – Ferdinand I. Veliký
- Leonské království – Ferdinand I. Veliký
- Kastilské království – Ferdinand I. Veliký
- Navarrské království – García V. Sánchez
- Aragonské království – Ramiro I.
- Barcelonské hrabství – Ramon Berenguer I. Starý
- Hrabství toulouské – Pons
- Lotrinské vévodství – Fridrich II. Lucemburský × Gottfried III. Vousatý / Adalbert × Gottfried III. Vousatý
- Francouzské království – Jindřich I.
- Skotské království – Macbeth I.
- Anglické království – Eduard III. Vyznavač
- Dánské království – Magnus I. Dobrý – Sven II. Estridsen
- Norské království – Magnus I. Dobrý + Harald III. Hardrada
- Švédské království – Jakob Anund
- Polské knížectví – Kazimír I. Obnovitel
- Uherské království – Ondřej I.
- Byzantská říše – Konstantin IX. Monomachos
- Kyjevská Rus – Jaroslav Moudrý